# Dava Savel
Dava Savel é um ator, diretor, roteirista e produtor estadunidense. Ficou conhecido por trabalhar em That's So Raven e vencer o Emmy Award de melhor roteiro em série de comédia.